# Smartwings
A Smartwings, anteriormente Travel Service, é uma companhia aérea checa sediada em Praga, fundada em 1997. É considerada a maior empresa do segmento da República  Tcheca e opera voos regulares e fretados, além de realizar dry lease e wet lease para outras companhias aéreas. O grupo também possui 30% da CSA Czech Airlines e subsidiárias na Polônia, Hungria e Eslováquia.

## História

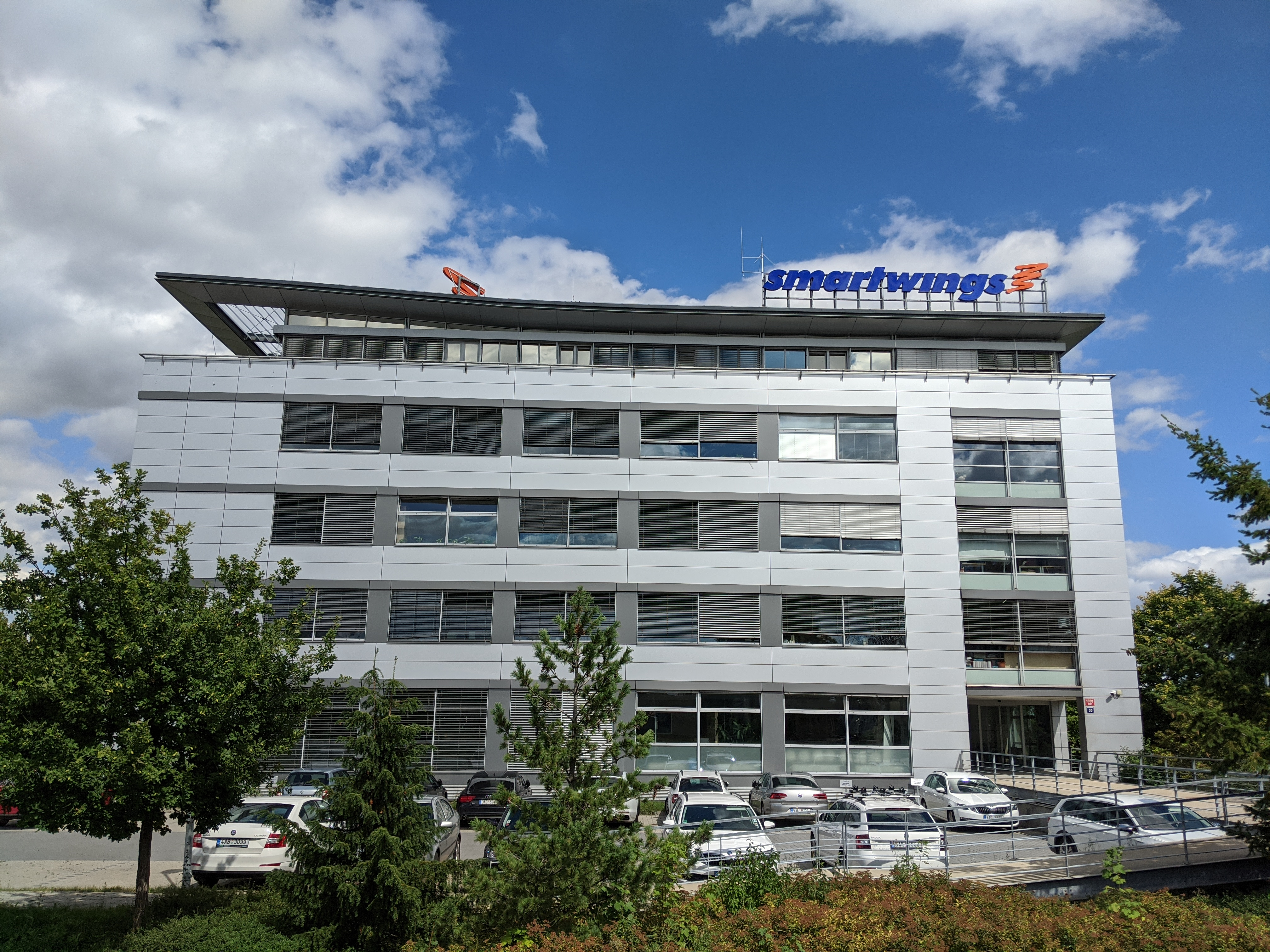
Sede da Smartwings em Praga.

A Smartwings foi fundada em 1997 sob o nome de Travel Service e com foco na operação de voos fretados. Sua primeira aeronave foi um Tupolev Tu-154M. No ano 2000, a Travel Service recebeu seu primeiro Boeing 737-400. Desde então, a companhia aérea passou a operar uma frota exclusiva de aeronaves da Boeing.
Em 2004, a Travel Service lançou sua marca de baixo custo chamada Smartwings. Com isso, a Travel Service assinou um contrato de leasing para receber dois Boeing 737-500 da Lufthansa, destinados principalmente para operar os voos da Smartwings. Ambas as aeronaves foram pintadas com a nova pintura da Smartwings. O ex-presidente tcheco Václav Klaus participou da cerimônia de abertura, realizada em 1 de maio de 2004.
Em 2007, a empresa transportou 2,2 milhões de passageiros e, um ano depois, cerca de 2,3 milhões de passageiros. Em 2014, transportou 4,3 milhões de passageiros, sendo 1,2 deles em voos regulares sob a marca Smartwings.
Em 18 de setembro de 2007, o Grupo Icelandair adquiriu 50% de participação na transportadora e em abril de 2008 comprou outras ações que aumentaram sua participação para 80%. Em dezembro de 2008, reduziu sua participação para 66% com a venda de ações para outros acionistas. Em 2009, sua participação foi diluída para 50,1% por meio de uma nova emissão de ações; eles também venderam uma parte de sua participação a outros proprietários, o que reduziu sua participação para 30%. Ainda em 2009, a Icelandair transformou sua participação de 30% na Travel Service em uma nova empresa, que adquirida pelos credores da Icelandair. O grupo de investimento chinês CEFC China Energy passou a deter uma participação de 49,9% na Travel Service.
A Travel Service detinha 98% da Czech Airlines, mas depois que a companhia aérea passou por uma reestruturação empresarial, a Smartwings passou a manter 30% da empresa.
Em outubro de 2017, foi anunciado que a Travel Service planejava transferir sua marca de companhia aérea para uma holding e todas as suas operações seriam feitas sob a marca Smartwings. Em 2018, foi anunciado que todas as pinturas de suas aeronaves seriam substituídas pelas pinturas da Smartwings. Em dezembro de 2018, a Travel Service foi renomeada para Smartwings, o nome de sua antiga subsidiária de baixo custo.
Em março de 2019, a Smartwings anunciou planos para abrir uma subsidiária alemã até o final de 2019 e efetuar uma transição de aeronaves para uma frota exclusiva de Boeing 737 na Czech Airlines. No entanto, esses planos não se concretizaram e a Czech Airlines manteve sua frota exclusiva de aeronaves da Airbus.
Em fevereiro de 2021, a Smartwings anunciou o retorno das operações com o Boeing 737 MAX, modelo que estava até então armazenado devido ao envolvimento em dois acidentes, sendo a primeira companhia aérea europeia a retomar voos com as aeronaves.

## Frota

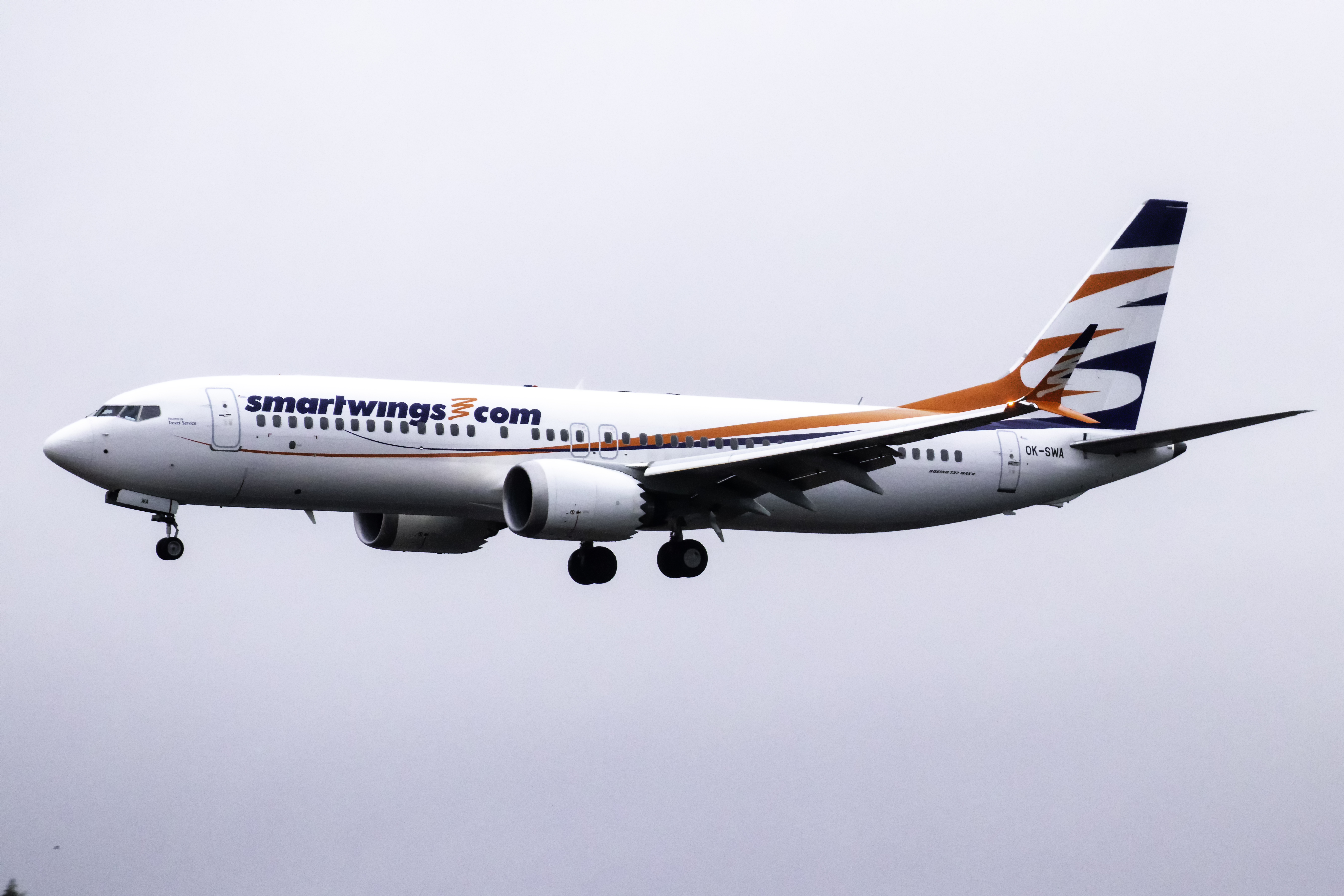
Boeing 737 MAX 8 com a pintura da Smartwings.

Em maio de 2023, a frota da Smartwings consistia nas seguintes aeronaves:
| Aeronaves        | Quantidade | Pedidos | Passageiros                       | Notas                             |
| ---------------- | ---------- | ------- | --------------------------------- | --------------------------------- |
| Boeing 737-700   | 2          | —       | 148                               |                                   |
| Boeing 737-800   | 23         | —       | 168-189                           |                                   |
| Boeing 737-900ER | 2          | —       | 212                               |                                   |
| Boeing 737 MAX 8 | 8          | 10      | 189                               |                                   |
| Total            | 35         | 10      | Atualizado em 22 de julho de 2023 | Atualizado em 22 de julho de 2023 |